# Sankt Joseph Søstrenes Skole (Charlottenlund)
 For alternative betydninger, se Sankt Joseph Søstrenes Skole. (Se også artikler, som begynder med Sankt Joseph Søstrenes Skole)
Sankt Joseph Søstrenes Skole er en katolsk skole i Charlottenlund. Skolen består af børnehaveklasse til og med 9. klassetrin med cirka 430 elever. Skolen har en fritidsordning (kaldet Spiren) tilknyttet for de fire yngste årgange, som holder til i en villa ved siden af skolen. Skolen er en selvejende institution, som modtager statstilskud efter friskoleloven. 

## Historie
Skolen blev oprettet i 1888 af Sankt Joseph Søstrene, som skolen således er navngivet efter. Opførelsen af skolen begyndte samme år, som havde fået overdraget et areal af kammerherreinde Berling i Ordrup. Efter adskillige udvidelser af skolens bygninger udgør skolen i dag et areal bestående af den ene side gående fra Skovgårdsvej 11 til Nonnestien og til den anden side gående op til Ordrupdalvej.